# サティの楽曲一覧
サティの楽曲一覧では、エリック・サティの作品リストを示す。

## 分野別一覧

### 舞台作品
| タイトル                                             | 作曲年  | 編成                     | 備考                                                                               |
| ---------------------------------------------------- | ------- | ------------------------ | ---------------------------------------------------------------------------------- |
| 劇付随音楽『星たちの息子』                           | 1891    | fl, hp                   | フルート (複数本) とハープ (複数台) のために書かれた原曲は紛失。ピアノ版のみ現存。 |
| 『救いの旗』のための頌歌                             | 1891    | 独唱,pf                  | ジョセファン・ペラダンの『ビザンツ帝国の王子』より。                               |
| バレエ音楽『ユスピュ』                               | 1892    | 弦楽,hp,fl/pf            | 全3幕のキリスト教的バレエ。                                                        |
| ブラバン婦人のジュヌヴィエーヴ                       | 1899    | 独唱,cho,pf              | 操り人形劇。                                                                       |
| 喜歌劇『思春期』                                     | 1905    |                          | 別題は『愛の芽生え』『愛しい奴』。紛失？                                           |
| 喜歌劇『メデューサの罠』                             | 1913    | cl,tp,trb,vc, cb,perc/pf | 1幕の喜歌劇、全7曲。サティ台本。                                                   |
| サーカス劇『5つのしかめっ面』                        | 1914    | Orch                     | 原題は『真夏の夜の夢』。                                                           |
| バレエ音楽『パラード』                               | 1916/17 | Orch/pf,サイレン他       | 全1幕の現実的バレエ。                                                              |
| 劇付随音楽『ソクラテス』                             | 1917-18 | 4S,CO                    | 全3部。プラトン詞。                                                                |
| 『いやいやながら医者にされ』のためのレチタティーヴォ | 1923    |                          | グノーのオペラよりバレエ化。                                                       |
| バレエ音楽『メルキュール』                           | 1924    | Orch                     | 全1幕3場。                                                                         |
| バレエ音楽『本日休演』                               | 1924    | Orch                     | 全2幕の刹那主義的バレエ。                                                          |

### 管弦楽曲
| タイトル                | 作曲年 | 編成     | 備考 |
| ----------------------- | ------ | -------- | --- |
| 舞曲                    | 1890   | Orch     | 『梨の形をした3つの小品』に使用。 |
| 組み合わされた3つの小品 | 1919   | Orch/2pf | 第1曲 パンダグリュエルの幼年時代の夢 第2曲 コカーニュの行進(桃源郷の行進曲) 第3曲 ガルガンチュアの遊び                                                            |
| 風変わりな美女          | 1920   | Orch     | 全4曲。後にピアノ連弾用に編曲。 第1曲 大リトルネルロ 第2曲 フランコ＝リュネール行進曲 第3曲 「眼の中の意味ありげなキス」のワルツ 第4曲 "上流社交人"のカンカン踊り |

### 室内楽曲
| タイトル                                                                          | 作曲年     | 編成                           | 備考                                                                                         |
| --------------------------------------------------------------------------------- | ---------- | ------------------------------ | -------------------------------------------------------------------------------------------- |
| 右や左に見えるもの〜眼鏡無しで                                                    | 1914-15    | vn,pf                          | 全3曲。 第1曲 偽善的なコラール 第2曲 手探りのフーガ 第3曲 逞しい幻想曲                       |
| シテール島への船出                                                                | 1917       | vn,pf                          | 未完                                                                                         |
| 再発見された像                                                                    | 1923       | org,tp                         |                                                                                              |
| 家具の音楽                                                                        | 1920, 1923 | Fl, Cl, Fg, Hr, Trp, Perc, Str | 全3曲。 第1曲 県知事の私室の壁紙 第2曲 練鉄の綴れ織り(タペストリー) 第3曲 音のタイル張り舗道 |
| 猿の王様を目覚めさせるためのファンファーレ （いつも片目をあけて眠る見事に肥えた） | 1921       | 2tp                            |                                                                                              |
| 2つの弦楽四重奏曲                                                                 | ?          | SQ                             | 現存しない？                                                                                 |

### ピアノ曲
| タイトル                                             | 作曲年    | 編成  | 備考 |
| ---------------------------------------------------- | --------- | ----- | --- |
| アレグロ                                             | 1884      | pf    | |
| 2つの小品                                            | 1884?     | pf    | 近年発見された習作。 |
| ワルツ＝バレエ                                       | 1885      | pf    | |
| 幻想ワルツ                                           | 1885      | pf    | 『幻想曲＝ワルツ』とも。 |
| 4つのオジーヴ                                        | 1886      | pf    | |
| 3つのサラバンド                                      | 1887      | pf    | |
| 3つのジムノペディ                                    | 1888      | pf    | |
| グノシエンヌ第5番                                    | 1889      | pf    | |
| 3つのグノシエンヌ                                    | 1890      | pf    | 第1番～第3番。 |
| グノシエンヌ第4番                                    | 1891      | pf    | |
| 薔薇十字教団の最初の思想                             | 1891      | pf    | |
| 『パンセ』のライトモティーフ                         | 1891      | pf    | ペラダンの著作 Le Panthée. La Décadence latine, Ethopée の冒頭に掲載するために書かれたと見られている。 |
| 若き令嬢のためにノルマンディの騎士によって催された宴 | 1892年    | pf    | 『4つの前奏曲』第1曲。 |
| 『星たちの息子』への3つの前奏曲                      | 1892      | pf    | 全3曲。 第1曲 第1幕への前奏曲：天職 第2曲 第2幕への前奏曲：入信 第3曲 第3幕への前奏曲：呪文 |
| 薔薇十字教団の鐘の音                                 | 1892      | pf    | 『薔薇十字教団のファンファーレ』とも。全3曲。 第1曲 修道会の歌 第2曲 大司教の歌 第3曲 修道院長の歌 |
| ユスピュ                                             | 1892      | pf    | バレエ音楽『ユスピュ』からの編曲。全3曲。 |
| エジナールの前奏曲                                   | 1892      | pf    | 『4つの前奏曲』第2曲。 |
| ナザレ人の2つの前奏曲                                | 1892      | pf    | 『4つの前奏曲』第3曲、第4曲。 |
| ゴシック舞曲                                         | 1893      | pf    | 『ゴチック舞曲』とも。全9曲 第1曲 大いなる苦悩のために 第2曲 真にして聖なる教会の神父たちの加護が祈られるとき 第3曲 不幸なる人のために 第4曲 聖ベルナールと聖リューシーについて 第5曲 貧しき死者のために 第6曲 受けた侮辱の許しが問題となるとき 第7曲 あらゆる泥酔者、破廉恥漢、放蕩者、ならず者、にせ者たちを憐れみて 第8曲 慈愛深き大天使、崇拝すべき聖ミカエルの高き栄光のために 第9曲 あやまちを許されたのち |
| モデレ                                               | 1893      | pf    | |
| 祈り                                                 | 1893-95   | pf    | 断片のみ。『神秘的なページ』第1曲。 |
| ヴェクサシオン                                       | 1893-95   | pf    | 『神秘的なページ』第2曲。 |
| ハーモニー                                           | 1893-95   | pf    | 『神秘的なページ』第3曲。全3曲。 |
| 天国の英雄的な門への前奏曲                           | 1894      | pf    | |
| 冷たい小品                                           | 1897      | pf    | 全2曲。 第1曲 逃げ出させる歌 第2曲 歪んだ踊り |
| スケッチとクロッキーの手帖                           | 1897-1914 | pf    | 『エスキースとクロッキーの手帖』とも。全21曲。 いくつかのスケッチと断片からロベール・キャビーがまとめてタイトルを付け出版したもの 第1曲 歌 第2曲 エッセー 第3曲 （無題） 第4曲 ノート 第5曲 ノート 第6曲 無口な囚人 第7曲 エスキース「大猿」 第8曲 練習 第9曲 ノート 第10曲 ハーモニー 第11曲 「ジャック」への夢想 第12曲 切れっ端 第13曲 コラール 第14曲 練習 第15曲 練習 第16曲 練習 第17曲 練習 第18曲 モンマルトルのエスキースとスケッチ I「蝿氏の死への小前奏曲」 第19曲 モンマルトルのエスキースとスケッチ II「跳躍」（いくぶん生き生きと） 第20曲 エッセー「裏話」 第21曲 小舞曲 |
| グノシエンヌ第6番                                    | 1897      | pf    | |
| 愛撫                                                 | 1897?     | pf    | 下書きからロベール・キャビーが校訂し1969年に出版。 |
| びっくり箱                                           | 1899      | pf    | 全3曲。 第1曲 前奏曲 第2曲 幕間 第3曲 終曲 |
| 舞踏への小序曲                                       | 1899以前  | pf    | |
| アリーヌ・ポルカ                                     | 1899      | pf    | |
| ジュ・トゥ・ヴー                                     | 1900      | pf    | 『あなたが欲しい』や『おまえが欲しい』とも。同名のシャンソンから編曲。 |
| 金の粉                                               | 1900頃    | pf    | 本来は管弦楽曲。 |
| 貧しき者の夢想                                       | 1900      | pf    | 『貧者の夢想』とも。ロベール・キャビーによる校訂。 |
| 哀れな道化師の小曲                                   | 1900      | pf    | 『悲しい道化師の小曲』とも。 |
| 世俗的で豪華な唱句                                   | 1900      | pf    | |
| 夢見る魚                                             | 1901      | pf    | |
| ピカデリー -マーチ-                                  | 1901      | pf    | シャンソンより。 |
| やさしく                                             | 1902      | pf    | |
| 梨の形をした3つの小品                                | 1903      | 4手pf | 全7曲。 第1曲 始まりのようなもの 第2曲 同じものの継続 第3曲 小品 I 第4曲 小品 II 第5曲 小品 III 第6曲 繰り返し（おまけ） 第7曲 もう一度繰り返し |
| アンゴラの牛                                         | 1904      | pf    | |
| カリフォルニアの伝説                                 | 1905      | pf    | |
| パッサカリア                                         | 1906      | pf    | |
| フーガ＝ワルツ                                       | 1906      | pf    | |
| 壁掛けとしての前奏曲                                 | 1906      | pf    | 『あやなす前奏曲』や『タピスリー前奏曲』とも。 |
| うつろな空想                                         | 1906-08   | pf    | 『空想歌』や『くぼんだ夢』とも。『1906～1913年の6つの小品』第6曲。 |
| 12の小コラール                                       | 1906-08   | pf    | |
| 心に溢れる秘密の音楽                                 | 1906-13   | pf    | 『秘めやかな音楽』とも。全3曲。 ロベール・キャビーがまとめてタイトルを付け出版したもの。 第1曲 ノスタルジー 第2曲 冷たい夢想 第3曲 いまわしい例 |
| 新・冷たい小品集                                     | 1906?     | pf    | 全3曲。 第1曲 壁について 第2曲 木について 第3曲 橋について |
| 草木も人も                                           | 1906      | pf    | 讃美歌41番『草木も人も』の旋律にサティが和声付けをした編曲作品。 |
| 悪い手本                                             | 1908      | pf    | |
| 快い絶望                                             | 1908      | pf    | 『1906～1913年の6つの小品』第1曲。 |
| 小ソナタ                                             | 1908-09   | pf    | 最初の楽章のみ現存。 |
| 不愉快な概要                                         | 1908-12   | 4手pf | 全3曲。 第1曲 パストラール 第2曲 コラール 第3曲 フーガ |
| 厚かましさ                                           | 1909      | pf    | 『鉄面皮』とも。『1906～1913年の6つの小品』第2曲。 |
| 幽玄                                                 | 1909      | pf    | 『深遠さ』とも。『1906～1913年の6つの小品』第5曲。 |
| 2つの夜の夢                                          | 1910      | pf    | |
| 犬の前奏曲                                           | 1910/12頃 | pf    | 『1906～1913年の6つの小品』第4曲。 |
| 馬の装具で                                           | 1911      | 4手pf | 全4曲。 第1曲 コラール 第2曲 連祷ふうのフーガ 第3曲 もう1つのコラール 第4曲 紙のフーガ |
| （犬のための）ぶよぶよとした前奏曲                   | 1912      | pf    | 全4曲。 第1曲 内奥の声 第2曲 犬儒学的牧歌 第3曲 犬の歌 第4曲 友情を持って |
| （犬のための）ぶよぶよした本当の前奏曲               | 1912      | pf    | 『犬のためのしまりのない真正な前奏曲』とも。全3曲。 第1曲 厳しい叱責 第2曲 家にひとり 第3曲 遊びましょう |
| 自動記述法                                           | 1913      | pf    | 全3曲。 第1曲 船について 第2曲 ランプについて 第3曲 かぶとについて |
| 詩                                                   | 1913      | pf    | 『ポエジー』とも。『1906～1913年の6つの小品』第3曲。 |
| 胎児の干物                                           | 1913      | pf    | 『干からびた胎児』や『乾燥胎児』とも。全3曲。 第1曲 ナマコの胎児 第2曲 甲殻類の胎児 第3曲 柄眼類の胎児 |
| あらゆる意味にでっちあげられた数章                   | 1913      | pf    | 『あらゆる意味にとれる数章』とも。全3曲。 第1曲 おしゃべりな女 第2曲 大きな石を運ぶ男 第3曲 閉じ込められた者たちの嘆き（ヨナスとラチュード） |
| でぶっちょ木製人形へのスケッチとからかい             | 1913      | pf    | 『太った木の人形のスケッチとからかい』とも。 全3曲。 第1曲 トルコ風チロル舞曲 第2曲 痩せた踊り 第3曲 エスパニャーニャ |
| 古い金貨と古い鎧                                     | 1913      | pf    | 全3曲。 第1曲 金商人の家（13世紀のヴェニス） 第2曲 鎧の踊り（ギリシャ時代） 第3曲 キンブリ族の敗北（悪夢） |
| 子供の曲集 第1巻『短い子供のお話』                   | 1913      | pf    | 『童話音楽の献立表』や『子供らしいたわいもないお話』とも。全3曲。 第1曲 いんげん豆の王様の戦争 第2曲 チューリップの小さな王女様がなんて仰ってるか知ってる? 第3曲 アーモンド入りのチョコレートのワルツ |
| 子供の曲集 第2巻『絵に描いたような子供らしさ』       | 1913      | pf    | 『絵のような子供らしさ』とも。全3曲。 第1曲 一日への小さな前奏曲 第2曲 子守歌 第3曲 大きな階段の行進曲 |
| 子供の曲集 第3巻『はた迷惑な微罪』                   | 1913      | pf    | 『迷惑な軽い罪』や『うるさいいたずら』とも。全3曲。 第1曲 大頭の友達という存在をやっかむ 第2曲 彼のジャム付きパンを失敬する食べ方 第3曲 輪回し遊びの輪をこっちのものにするために、彼の足の魚の目を利用すること |
| 新・子供の曲集                                       | 1913      | pf    | 遺作。全3曲。 第1曲 横着でけちんぼうでろくでなし 第2曲 （無題） 第3曲 とってもすてきな女の子 |
| コ・クオの少年時代（母親の忠告）                     | 1913      | pf    | 全3曲。 第1曲 ココアを指につけてなめちゃだめよ 第2曲 耳もとでこそこそ話してはだめよ 第3曲 頭の上に手を乗せるのはやめなさい |
| スポーツと気晴らし                                   | 1914      | pf    | 全21曲。 |
| 世紀ごとの時間と瞬間の時間                           | 1914      | pf    | 『永遠にして束の間の時間』とも。全3曲。 第1曲 有害な邪魔者 第2曲 朝の黄昏 第3曲 花崗岩の狂乱 |
| 嫌らしい気取り屋の3つの高雅なワルツ                  | 1914      | pf    | 『キザな気取り屋の3つの上品なワルツ』とも。 第1曲 彼の容姿 第2曲 彼の鼻眼鏡 第3曲 彼の脚 |
| 最後から2番目の思想                                  | 1915      | pf    | 全3曲。 第1曲 牧歌 第2曲 朝の歌 第3曲 瞑想 |
| ラグ＝タイム・パラード                               | 1917      | 4手pf | バレエ音楽『パラード』からの抜粋。 |
| 官僚的なソナチネ                                     | 1917      | pf    | ムツィオ・クレメンティの『ソナチネ ハ長調 作品36-1』による。全3楽章。 第1楽章 アレグロ 第2楽章 アンダンテ 第3楽章 ヴィヴァーチェ |
| 5つの夜想曲（3つの夜想曲 + 第4と第5の夜想曲）        | 1919      | pf    | 第1曲 やさしく、しずかに (Doux Et Calme) 第2曲 単純に (Simplement) 第3曲 やや動きをもって (Un Peu Mouvementé) 第4曲 神秘的にやさしく (Mystérieux Et Tendre) 第5曲 |
| 最初のメヌエット                                     | 1920      | pf    | |
| 風変わりな美女                                       | 1920      | 4手pf | 全5曲。管弦楽曲からの編曲。 第1曲 大リトルネロ I 第2曲 フランコ=リュネール行進曲 第3曲 「眼の中の意味ありげなキス」のワルツ 第4曲 上流社会のカンカン 第5曲 大リトルネロ II |
| シネマ                                               | 1924      | pf    | 『本日休演』の幕間に上映される映画の伴奏音楽をサティ自身がピアノ用に編曲したもの。ミヨーによる4手連弾用の編曲が存在する。 |
| グノシエンヌ第7番                                    | ?         | pf    | 『星たちの息子』第1幕の最後近くに現れる音楽（後に『梨の形をした3つの小品』の第1曲へ転用）を抜き出したもの。サティ自身が『グノシエンヌ』の題名を付けた事実はなく、後世の演奏家が『星たちの息子』から勝手に抜きだして『グノシエンヌ第7番』という名前で演奏しているに過ぎない。 |
| ハンガリーの歌                                       | 1889      | pf    | 1889年のパリ万博でサティが聞いたハンガリー民俗音楽を採譜したもの。サティによる新作ではない。『グノシエンヌ第5番』の自筆譜の裏面に書き込まれた楽譜が残されている。「E.Satie Complete Piano Works」Vol.1 (Grand Piano GP761、演奏はNicolas Horvath) に収録されている (世界初録音)。 |
| クリスマス                                           | ?         | pf    | 紛失 |
| 詩篇                                                 | ?         | pf    | 紛失 |
| バレエのための物語                                   | ?         | pf    | 紛失 |
| 2つの物                                              | ?         | pf    | 紛失 |
| 『ビザンティン帝国の王子』のための前奏曲             | ?         | pf    | 紛失 |
| バスクのメヌエット                                   | ?         | pf    | |
| 不思議なコント作家                                   | ?         | pf    | |
| ピエロの夕食                                         | ?         | pf    | |
| 野蛮な歌                                             | ?         | pf    | |
| 皿の上の夢                                           | ?         | pf    | |
| 薔薇の指への夜明け                                   | ?         | pf    | |

### 宗教音楽
| タイトル   | 作曲年   | 編成       | 備考               |
| ---------- | -------- | ---------- | ------------------ |
| 貧者のミサ | 1892?-95 | cho,org/pf | 全7曲              |
| 信仰のミサ | ?        | org        | オルガン曲。紛失。 |

### 歌曲
| タイトル                     | 作曲年    | 編成    | 備考 |
| ---------------------------- | --------- | ------- | --- |
| 1886年の3つの歌曲            | 1886      | 独唱,pf | 第1曲 天使たち 第2曲 エレジー 第3曲 シルヴィ                                                                   |
| 花                           | 1886      | 独唱,pf | |
| シャンソン                   | 1887      | 独唱,pf | |
| ジュ・トゥ・ヴー             | 1900頃    | 独唱,pf | 『あなたが欲しい』や『おまえが欲しい』とも。ピアノ版あり。                                                     |
| 乗合バス                     | 1900?     | 独唱,pf | |
| エリゼ宮の晩餐会             | 1900頃    | 独唱,pf | |
| 男寡                         | 1900-02   | 独唱,pf | |
| やさしく                     | 1902頃    | 独唱,pf | 後にピアノ曲に編曲。                                                                                           |
| 休日の小さなコレクション     | 1903-04   | 独唱,pf | |
| エンパイア劇場のプリマドンナ | 1904      | 独唱,pf | 『アンピール劇場の歌姫』とも。                                                                                 |
| 私は友人がいた               | 1904      | 独唱,pf | |
| 良い動き                     | 1904      | 独唱,pf | |
| 柔らかさは忘れて             | 1904      | 独唱,pf | |
| 歌詞のない3つの歌曲          | 1905頃    | 独唱,pf | 第1曲 ランブイエ 第2曲 鳥たち 第3曲 マリエンバート                                                             |
| お医者さんのところで         | 1905-06頃 | 独唱,pf | |
| いいとも、ショショット       | 1905-06   | 独唱,pf | |
| 中世の歌                     | 1906      | 独唱,pf | |
| シャツ                       | 1909      | 独唱,pf | |
| 3つの恋愛詩                  | 1914      | 独唱,pf | 全3曲。作曲者詞。 第1曲 僕は砂粒でしかないけれど 第2曲 生まれつきの禿 第3曲 あなたのアクセサリーは隠れている   |
| 3つの歌曲                    | 1916      | 独唱,pf | 第1曲 ブロンズの彫像 第2曲 ダフェネオ (伊達男) 第3曲 帽子屋                                                    |
| 4つのささやかなメロディ      | 1920      | 独唱,pf | |
| 潜水人形                     | 1923      | 独唱,pf | 全5曲。L.P.フォルグ詞。 第1曲 ねずみの歌 第2曲 憂鬱 第3曲 アメリカ人の娼婦 第4曲 詩人の歌 第5曲 猫のシャンソン |
| 十代の合唱                   | ?         | 独唱,pf | |
| 神の赤い信条                 | ?         | 独唱,pf | |
| ベストを着た肖像             | ?         | 独唱,pf | |
| 戦いの前日                   | ?         | 独唱,pf | |
| ポールとヴィルジニー         | ?         | 独唱,pf | |
| 大きな島の王様               | ?         | 独唱,pf | |
| ロクサーヌ                   | ?         | 独唱,pf | 紛失 |
| オックスフォード帝国         | ?         | 独唱,pf | 歌詞紛失 |